# TJ Sokol Novosedly
Tělovýchovná jednota Sokol Novosedly je český fotbalový klub, který sídlí v Novosedlech na Břeclavsku v Jihomoravském kraji. Od sezony 2022/23 hraje I. B třídu Jihomoravského kraje (7. nejvyšší soutěž).
Největším úspěchem klubu je účast v nejvyšší jihomoravské soutěži (2010–2017).

## Historické názvy
Zdroj: 
- 1946 – SK Novosedly (Sportovní klub Novosedly)[1]
- 1948 – JTO Sokol Novosedly (Jednotná tělovýchovná organisace Sokol Novosedly)
- 19?? – JTO Sokol Drukov Novosedly (Jednotná tělovýchovná organisace Sokol Družstevní kovárna Novosedly)[4]
- 1953 – DSO Sokol Novosedly (Dobrovolná sportovní organisace Sokol Novosedly)
- 1957 – TJ Sokol Novosedly (Tělovýchovná jednota Sokol Novosedly)

## Stručná historie novosedelské kopané
Fotbalový klub vznikl v roce 1946 jako SK Novosedly. V sezoně 1956 nastupovaly Novosedly ve IV. třídě okresu Mikulov. Až do roku 2000 byla I. B třída nejvyšší soutěží, která se v Novosedlích hrála.

## Umístění v jednotlivých sezonách
Stručný přehled
- 1991–1993: Okresní přebor Břeclavska
- 1996–1998: Okresní přebor Břeclavska
- 1998–1999: I. B třída Jihomoravské župy – sk. D
- 1999–2002: I. B třída Jihomoravské župy – sk. B
- 2002–2010: I. A třída Jihomoravského kraje – sk. A
- 2010–2017: Přebor Jihomoravského kraje
- 2017–2022: I. A třída Jihomoravského kraje – sk. A
- 2022– : I. B třída Jihomoravského kraje – sk. B

Jednotlivé ročníky
Legenda: Z – zápasy, V – výhry, R – remízy, P – porážky, VG – vstřelené góly, OG – obdržené góly, +/− – rozdíl skóre, B – body, červené podbarvení – sestup, zelené podbarvení – postup, fialové podbarvení – reorganizace, změna skupiny či soutěže
| Československo (1991 – 1993) |                                         |        |    |    |   |    |    |     |     |    |        |
| Sezóny                       | Liga                                    | Úroveň | Z  | V  | R | P  | VG | OG  | +/− | B  | Pozice |
| 1991/92                      | Okresní přebor Břeclavska               | 8      | 26 | 11 | 2 | 13 | 50 | 45  | +5  | 24 | 10.    |
| 1992/93                      | Okresní přebor Břeclavska               | 8      | 26 | 4  | 5 | 17 | 29 | 60  | −31 | 17 | 14.    |
| Česko (1993 – )              |                                         |        |    |    |   |    |    |     |     |    |        |
| Sezóny                       | Liga                                    | Úroveň | Z  | V  | R | P  | VG | OG  | +/− | B  | Pozice |
| ...                          |                                         |        |    |    |   |    |    |     |     |    |        |
| 1996/97                      | Okresní přebor Břeclavska               | 8      | 26 | 12 | 4 | 10 | 48 | 34  | +14 | 40 | 6.     |
| 1997/98                      | Okresní přebor Břeclavska               | 8      | 26 | 18 | 5 | 3  | 57 | 29  | +28 | 59 | 1.     |
| 1998/99                      | I. B třída Jihomoravské župy – sk. D    | 7      | 26 | 12 | 6 | 8  | 45 | 32  | +13 | 42 | 4.     |
| 1999/00                      | I. B třída Jihomoravské župy – sk. B    | 7      | 26 | 20 | 2 | 4  | 57 | 25  | +32 | 62 | 1.     |
| 2000/01                      | I. A třída Jihomoravské župy – sk. B    | 6      | 26 | 12 | 5 | 9  | 46 | 39  | +7  | 41 | 6.     |
| 2001/02                      | I. A třída Jihomoravské župy – sk. B    | 6      | 26 | 13 | 4 | 9  | 42 | 34  | +8  | 43 | 5.     |
| 2002/03                      | I. A třída Jihomoravského kraje – sk. A | 6      | 26 | 8  | 9 | 9  | 45 | 50  | −5  | 33 | 6.     |
| 2003/04                      | I. A třída Jihomoravského kraje – sk. A | 6      | 26 | 10 | 6 | 10 | 39 | 38  | +1  | 36 | 7.     |
| 2004/05                      | I. A třída Jihomoravského kraje – sk. A | 6      | 26 | 14 | 5 | 7  | 36 | 31  | +5  | 47 | 3.     |
| 2005/06                      | I. A třída Jihomoravského kraje – sk. A | 6      | 26 | 9  | 8 | 9  | 44 | 45  | −1  | 35 | 8.     |
| 2006/07                      | I. A třída Jihomoravského kraje – sk. A | 6      | 26 | 9  | 6 | 11 | 37 | 37  | 0   | 33 | 11.    |
| 2007/08                      | I. A třída Jihomoravského kraje – sk. A | 6      | 24 | 10 | 3 | 11 | 41 | 40  | +1  | 33 | 5.     |
| 2008/09                      | I. A třída Jihomoravského kraje – sk. A | 6      | 26 | 12 | 7 | 7  | 43 | 34  | +9  | 43 | 4.     |
| 2009/10                      | I. A třída Jihomoravského kraje – sk. A | 6      | 26 | 15 | 4 | 7  | 51 | 33  | +18 | 49 | 3.     |
| 2010/11                      | Přebor Jihomoravského kraje             | 5      | 30 | 10 | 6 | 14 | 39 | 50  | −11 | 36 | 12.    |
| 2011/12                      | Přebor Jihomoravského kraje             | 5      | 30 | 10 | 6 | 14 | 33 | 50  | −17 | 36 | 9.     |
| 2012/13                      | Přebor Jihomoravského kraje             | 5      | 30 | 15 | 4 | 11 | 50 | 50  | 0   | 49 | 5.     |
| 2013/14                      | Přebor Jihomoravského kraje             | 5      | 30 | 13 | 4 | 13 | 47 | 48  | −1  | 43 | 8.     |
| 2014/15                      | Přebor Jihomoravského kraje             | 5      | 30 | 9  | 5 | 16 | 41 | 62  | −21 | 32 | 11.    |
| 2015/16                      | Přebor Jihomoravského kraje             | 5      | 32 | 10 | 5 | 17 | 41 | 67  | −26 | 35 | 15.    |
| 2016/17                      | Přebor Jihomoravského kraje             | 5      | 30 | 3  | 5 | 22 | 32 | 92  | −60 | 14 | 16.    |
| 2017/18                      | I. A třída Jihomoravského kraje – sk. A | 6      | 26 | 9  | 3 | 14 | 42 | 59  | −17 | 30 | 9.     |
| 2018/19                      | I. A třída Jihomoravského kraje – sk. A | 6      | 26 | 9  | 3 | 14 | 45 | 61  | −16 | 30 | 11.    |
| 2019/20                      | I. A třída Jihomoravského kraje – sk. A | 6      | 13 | 6  | 1 | 6  | 19 | 31  | −12 | 19 | 7.     |
| 2020/21                      | I. A třída Jihomoravského kraje – sk. A | 6      | 10 | 3  | 1 | 6  | 18 | 33  | −15 | 10 | 10.    |
| 2021/22                      | I. A třída Jihomoravského kraje – sk. A | 6      | 26 | 4  | 4 | 18 | 41 | 103 | −62 | 16 | 14.    |
| 2022/23                      | I. B třída Jihomoravského kraje – sk. B | 7      |    |    |   |    |    |     |     |    |        |

Poznámky:
- 2009/10: Do nejvyšší jihomoravské soutěže postoupilo jak vítězné FK Inzert Expres Znojmo, tak mimořádně i mužstva Zbýšova (2. místo) a Novosedel (3. místo).[17]
- 2019/20 a 2020/21: Tyto sezony byly ukončeny předčasně z důvodu pandemie covidu-19 v Česku.

## TJ Sokol Novosedly „B“
TJ Sokol Novosedly „B“ byl rezervním týmem Novosedel, který naposled hrál v Okresní soutěži Břeclavska – sk. A (9. nejvyšší soutěž).

### Umístění v jednotlivých sezonách
Stručný přehled
- 2009–2016: Okresní přebor Břeclavska
- 2016–2017: Okresní soutěž Břeclavska – sk. A
- 2017–2021: Okresní soutěž Břeclavska – sk. B
- 2021–2022: Okresní soutěž Břeclavska – sk. A

Jednotlivé ročníky
Legenda: Z – zápasy, V – výhry, R – remízy, P – porážky, VG – vstřelené góly, OG – obdržené góly, +/− – rozdíl skóre, B – body, červené podbarvení – sestup, zelené podbarvení – postup, fialové podbarvení – reorganizace, změna skupiny či soutěže
| Česko (2009 – 2021) |                                   |        |                                                                     |                                                                     |                                                                     |                                                                     |                                                                     |                                                                     |                                                                     |                                                                     |                                                                     |                                                                     |                                                                     |
| Sezóny              | Liga                              | Úroveň | Z                                                                   | V                                                                   | R                                                                   | P                                                                   | VG                                                                  | OG                                                                  | +/−                                                                 | B                                                                   | Pozice                                                              |                                                                     |                                                                     |
| 2009/10             | Okresní přebor Břeclavska         | 8      | 26                                                                  | 11                                                                  | 2                                                                   | 13                                                                  | 50                                                                  | 54                                                                  | −4                                                                  | 24                                                                  | 8.                                                                  |                                                                     |                                                                     |
| 2010/11             | Okresní přebor Břeclavska         | 8      | 26                                                                  | 9                                                                   | 3                                                                   | 14                                                                  | 47                                                                  | 55                                                                  | −8                                                                  | 30                                                                  | 11.                                                                 |                                                                     |                                                                     |
| 2011/12             | Okresní přebor Břeclavska         | 8      | 26                                                                  | 12                                                                  | 2                                                                   | 12                                                                  | 58                                                                  | 58                                                                  | 0                                                                   | 38                                                                  | 7.                                                                  |                                                                     |                                                                     |
| 2012/13             | Okresní přebor Břeclavska         | 8      | 26                                                                  | 12                                                                  | 4                                                                   | 10                                                                  | 61                                                                  | 56                                                                  | +5                                                                  | 40                                                                  | 5.                                                                  |                                                                     |                                                                     |
| 2013/14             | Okresní přebor Břeclavska         | 8      | 24                                                                  | 9                                                                   | 5                                                                   | 10                                                                  | 43                                                                  | 47                                                                  | −4                                                                  | 32                                                                  | 9.                                                                  |                                                                     |                                                                     |
| 2014/15             | Okresní přebor Břeclavska         | 8      | 26                                                                  | 10                                                                  | 6                                                                   | 10                                                                  | 47                                                                  | 45                                                                  | +2                                                                  | 36                                                                  | 7.                                                                  |                                                                     |                                                                     |
| 2015/16             | Okresní přebor Břeclavska         | 8      | 26                                                                  | 8                                                                   | 3                                                                   | 15                                                                  | 43                                                                  | 72                                                                  | −29                                                                 | 27                                                                  | 12.                                                                 |                                                                     |                                                                     |
| 2016/17             | Okresní soutěž Břeclavska – sk. A | 9      | 26                                                                  | 11                                                                  | 7                                                                   | 8                                                                   | 57                                                                  | 62                                                                  | −5                                                                  | 40                                                                  | 5.                                                                  |                                                                     |                                                                     |
| 2017/18             | Okresní soutěž Břeclavska – sk. B | 9      | 26                                                                  | 12                                                                  | 5                                                                   | 9                                                                   | 63                                                                  | 51                                                                  | +8                                                                  | 41                                                                  | 7.                                                                  |                                                                     |                                                                     |
| 2018/19             | Okresní soutěž Břeclavska – sk. B | 9      | 26                                                                  | 14                                                                  | 4                                                                   | 8                                                                   | 86                                                                  | 58                                                                  | +28                                                                 | 46                                                                  | 7.                                                                  |                                                                     |                                                                     |
| 2019/20             | Okresní soutěž Břeclavska – sk. B | 9      | 14                                                                  | 8                                                                   | 1                                                                   | 5                                                                   | 31                                                                  | 34                                                                  | −3                                                                  | 25                                                                  | 6.                                                                  |                                                                     |                                                                     |
| 2020/21             | Okresní soutěž Břeclavska – sk. A | 9      | 9                                                                   | 4                                                                   | 1                                                                   | 4                                                                   | 21                                                                  | 29                                                                  | −8                                                                  | 13                                                                  | 7.                                                                  |                                                                     |                                                                     |
| 2021/22             | Okresní soutěž Břeclavska – sk. B | 9      | B-mužstvo bylo ze soutěže odhlášeno a jeho výsledky byly anulovány. | B-mužstvo bylo ze soutěže odhlášeno a jeho výsledky byly anulovány. | B-mužstvo bylo ze soutěže odhlášeno a jeho výsledky byly anulovány. | B-mužstvo bylo ze soutěže odhlášeno a jeho výsledky byly anulovány. | B-mužstvo bylo ze soutěže odhlášeno a jeho výsledky byly anulovány. | B-mužstvo bylo ze soutěže odhlášeno a jeho výsledky byly anulovány. | B-mužstvo bylo ze soutěže odhlášeno a jeho výsledky byly anulovány. | B-mužstvo bylo ze soutěže odhlášeno a jeho výsledky byly anulovány. | B-mužstvo bylo ze soutěže odhlášeno a jeho výsledky byly anulovány. | B-mužstvo bylo ze soutěže odhlášeno a jeho výsledky byly anulovány. | B-mužstvo bylo ze soutěže odhlášeno a jeho výsledky byly anulovány. |

Poznámky:
- 2019/20 a 2020/21: Tyto sezony byly ukončeny předčasně z důvodu pandemie covidu-19 v Česku.
- 2021/22: Po odehrání dvou zápasů (0:1 doma s Drnholcem a 3:6 ve Starovicích) bylo B-mužstvo ze soutěže odhlášeno a jeho výsledky byly anulovány.[22]